# Podalonia tydei
Podalonia tydei là một loài côn trùng cánh màng trong họ Sphecidae, thuộc chi Podalonia. Loài này được Le Guillou miêu tả khoa học đầu tiên năm 1841.